# فابريسيو برونو
فابريسيو برونو (بالبرتغالية: Fabrício Bruno‏) هو لاعب كرة قدم برازيلي في مركز الدفاع، ولد في 12 فبراير 1996 في إبيريتي في البرازيل. لعب مع نادي كروزيرو.

## وصلات خارجية
- فابريسيو برونو على موقع إي إس بي إن إف سي (الإنجليزية)
- فابريسيو برونو على موقع قاعدة بيانات كرة القدم.إي يو (الإنجليزية)
- فابريسيو برونو على موقع ليكيب (الفرنسية)
- فابريسيو برونو على موقع ناشيونال فوتبول تيمز (الإنجليزية)
- فابريسيو برونو على موقع Soccerway.com (الإنجليزية)